# آنا إليزابيث جيروم سبنسر
آنا إليزابيث جيروم سبنسر (بالإنجليزية: Anna Elizabeth Jerome Spencer)‏ هي  نيوزيلندية، ولدت في 1872، وتوفيت في 1955.